# Kanton Morne-à-l'Eau
Kanton Morne-à-l'Eau (francouzsky Canton de Morne-à-l'Eau) je francouzský kanton v departementu Guadeloupe v regionu Guadeloupe. Byl ustaven v roce 2015 a tvoří ho obec Morne-à-l'Eau.